# شب سال نو (فیلم ۲۰۰۲)
«شب سال نو» (انگلیسی: New Year's Eve (2002 film)) یک فیلم است که در سال ۲۰۰۲ منتشر شد.